# 33328 Archanaverma
33328 Archanaverma è un asteroide della fascia principale. Scoperto nel 1998, presenta un'orbita caratterizzata da un semiasse maggiore pari a 3,0513205 UA e da un'eccentricità di 0,0990216, inclinata di 6,65856° rispetto all'eclittica.